# 전랑 외교

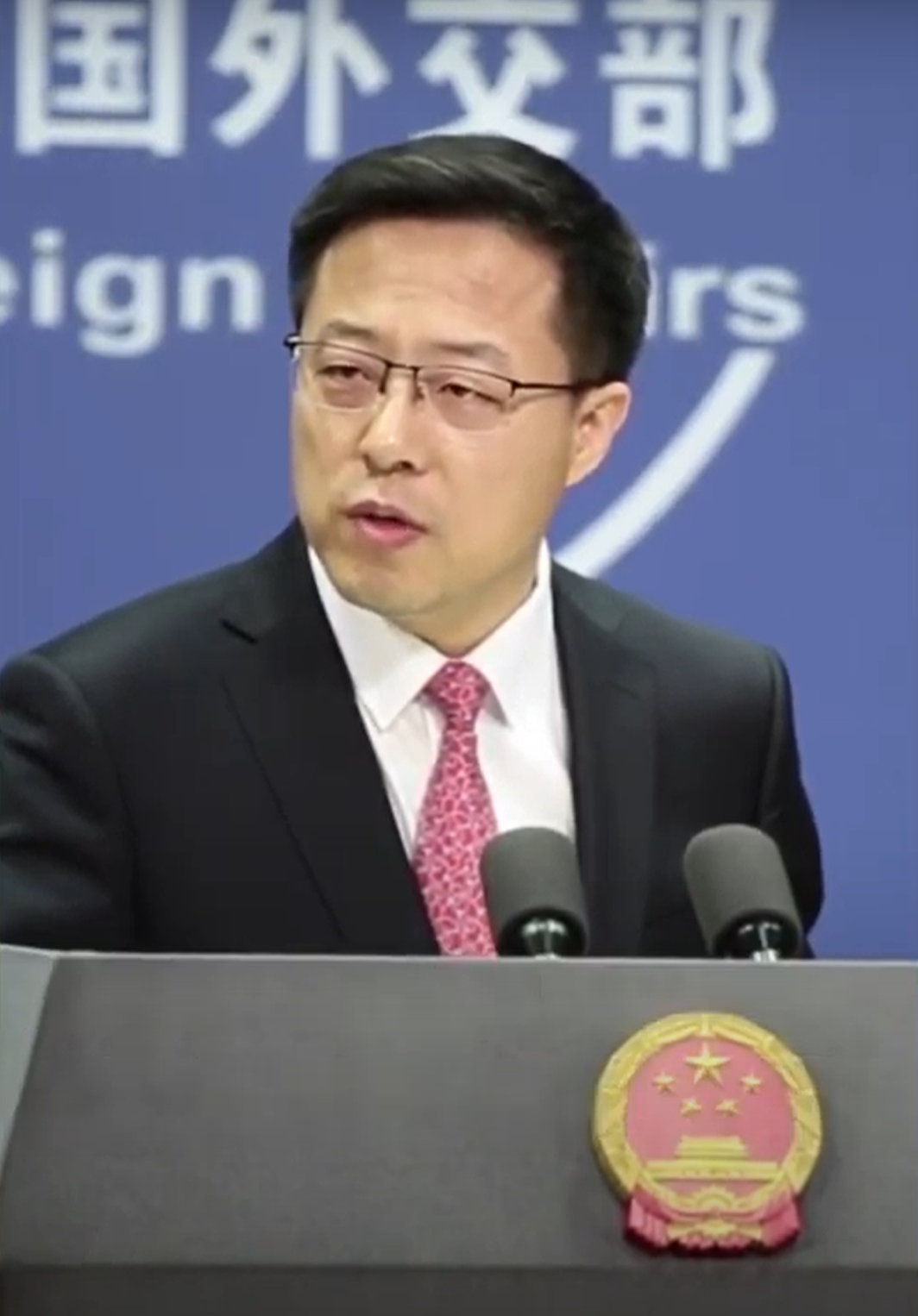
자오리젠 중화인민공화국 외교부 대변인. 중국 외교부는 공격적인 외교 전술을 점점 더 많이 사용하는 많은 중국의 정부 기관 가운데 하나이다.

전랑 외교(중국어 간체자: 战狼外交, 정체자: 戰狼外交, 병음: zhànláng wàijiāo 잔랑 와이자오[*], 영어: wolf warrior diplomacy) 또는 늑대 외교, 늑대 전사 외교는 21세기 중국(중화인민공화국)의 외교관들이 채택한 것으로 알려진 공격적인 외교 스타일을 가리키는 용어이다. 이 용어는 람보 스타일을 띤 중국의 액션 영화인 《특수부대 전랑 2》에서 유래되었다. 논란을 회피하고 협력적인 언행을 사용할 것을 강조했던 덩샤오핑의 도광양회(韬光养晦, "신의 능력을 숨기고 어둠 속에서 감춘다."는 뜻)와 같은 중국의 과거 외교 관례와 달리 전랑 외교의 지지자들은 소셜 미디어와의 인터뷰에서 중국에 대한 비판을 크게 비난하는 등 전투적인 언행을 사용하고 있다.
"전랑 외교"라는 용어는 코로나19 범유행 시기에 중국의 이러한 외교 철학을 설명하는 용어로 대중화되었지만 전랑 스타일의 외교관들의 등장은 몇 년 전부터 시작되었다. 시진핑 중국 국가주석 겸 중국 공산당 중앙위원회 총서기의 대외 정책 기고문, 중국에 대한 서방 세계의 적대적인 인식, 중국 내부의 외교관 변화는 중국에서 전랑 외교가 부상하는 요인으로 지목되었다.

## 개요

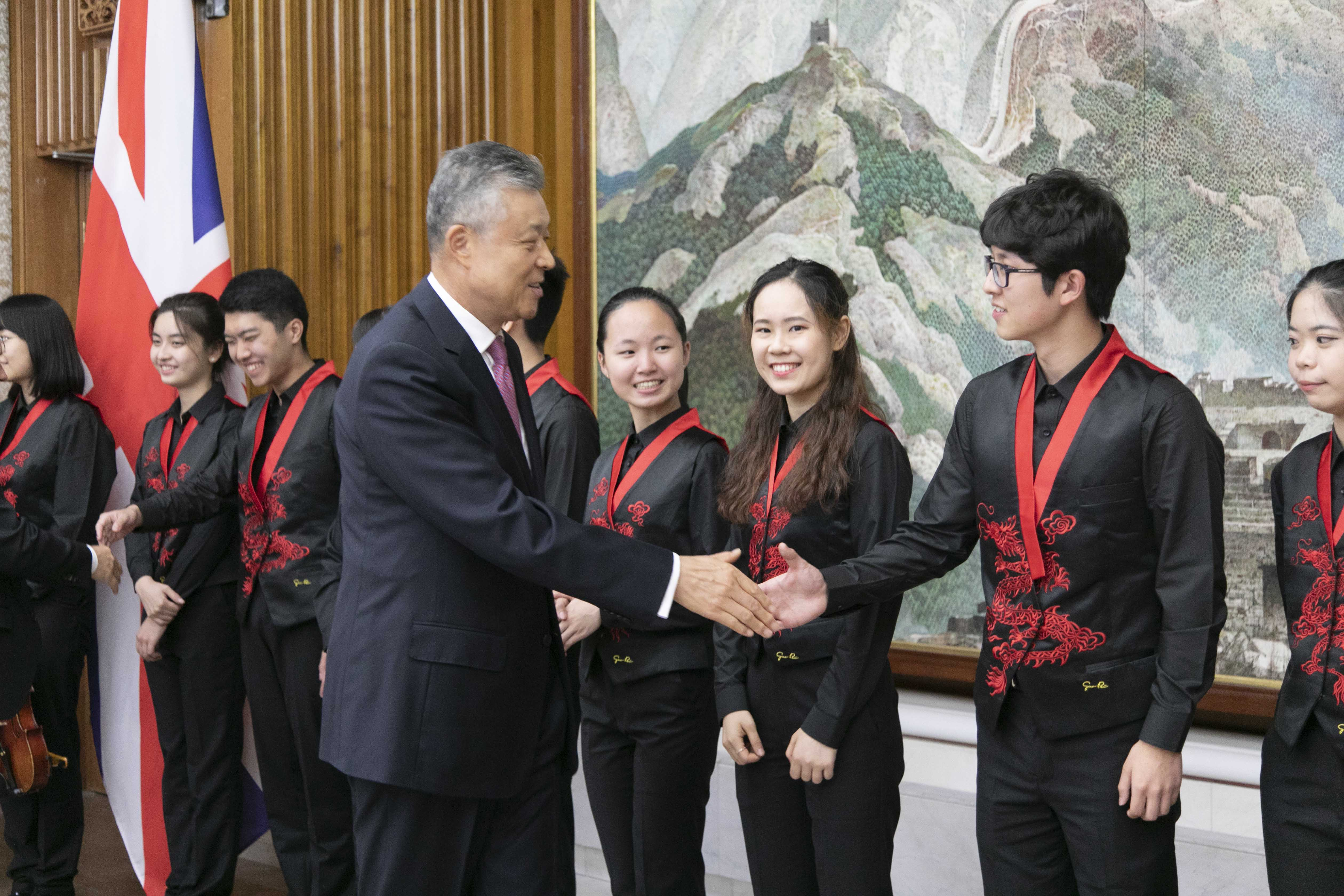
류샤오밍 주영국 중국 대사가 주영국 중국 대사관에서 중국 국립 청소년 오케스트라 단원들을 맞이하는 모습

전랑 외교의 특징은 중국의 외교관들이 대립적인 언행을 구사하는 것은 물론 인터뷰나 소셜 미디어에서 중국에 대한 비판과 법적 분쟁에 퇴짜를 놓으려는 의지가 높아진 것이다. 이는 논란을 회피하고 국제 공조 선호를 내세우면서 막후 처리에 주력했던 중국의 옛 외교 정책에서 탈피한 것으로 중국이 국제 외교에서 '힘을 감춰야 한다'는 격언이 그 예이다. 이러한 변화는 중국 정부와 중국 공산당이 외부 세계와 어떻게 관계를 맺고 교류하는 지에 대한 더 큰 변화를 반영한다. 해외에 거주하는 화교를 포함시키기 위해 노력하는 중국의 외교 정책도 국가에 대한 충성보다 민족에 대한 충성에 중점을 두면서 강화되었다.
전랑 외교는 그 이전부터 이미 중국의 외교의 일부분이었지만 본격적으로 등장하기 시작한 것은 2017년부터이다. 2007-2008년 세계 금융 위기 이후에 전랑 외교를 닮은 단호한 외교적 추진도 눈에 띄었다. 전랑 외교의 등장은 중국의 관리들 사이에서 중국에 대한 서방 세계의 적대적인 인식 뿐만 아니라 시진핑 중국 국가주석의 정치적 야망과도 결부되어 있다. 전랑 외교는 코로나19 범유행 시기에 유행어로 사용되기 시작했다. 유럽의 여러 지도자들은 중국이 과거에 작거나 약한 국가들에 대해서만 사용했을 외교적인 어투에 놀라고 있는데 중국의 메시지는 협력적인 어투에서 적대적인 어투로 변화했다.
전랑 외교를 이끌어낸 한 가지 요인은 내부 직원 성과 보고서에 홍보란을 추가한 것이다. 이는 중국의 외교관들이 소셜 미디어에서 활동하도록 유도하고 논란이 많은 인터뷰를 하게 했다. 게다가 중국의 외교관 대열에 오른 젊은 외교관 그룹 후보자들과 이러한 세대 교체 또한 변화의 일부분을 설명하는 것으로 보여진다. 소셜 미디어에서의 활동이 크게 증가하였고 소셜 미디어 참여에서의 어조는 보다 직접적이고 대립적인 양상을 띠게 되었다. 전랑 외교는 서방 세계의 외교관들의 소셜 미디어의 존재에 대한 "필요한 대응"이라는 평가를 받고 있다. 러위청(樂玉成) 중국 외교부 부부장은 "다른 나라들이 중국이라는 우리 집 앞에 와서 우리 가족의 문제를 방해하고 끊임없이 중국에 잔소리를 하거나 모욕하거나 불명예스럽게 하고 있다. 따라서 중국은 국가의 이익과 존엄성을 수호하기 위해 반드시 맞설 수 밖에 없다.”라고 지적하면서 전랑 외교의 정당성을 주장했다.

## 어원

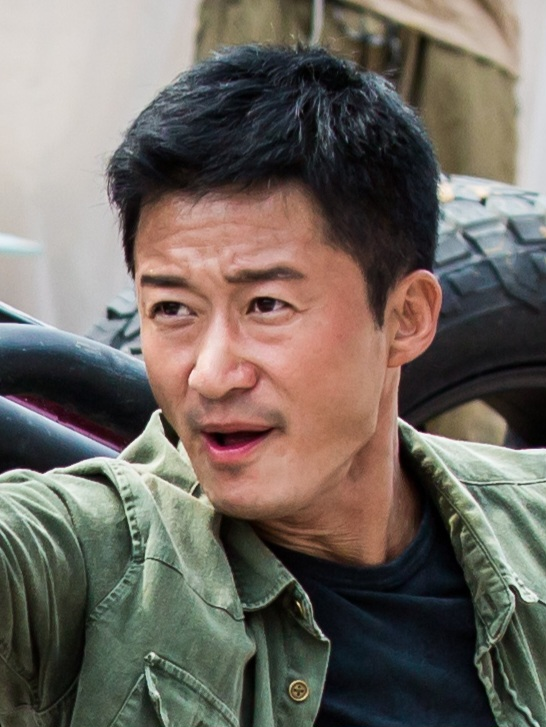
영화 《특수부대 전랑 2》에 출연한 중국의 배우 우징

전랑 외교라는 용어는 중국에서 제작된 애국적인 람보 스타일을 띤 액션 영화인 《특수부대 전랑 2》에서 유래되었다. 《특수부대 전랑 2》의 슬로건은 "중국을 모욕하는 자는 멀리 떨어진 곳에 있어도 반드시 응징한다."(중국어: 犯我中华者，虽远必诛)였다. 또한 영화의 마지막 부분에는 중국 여권의 표지를 보여주면서 "중화인민공화국의 시민들에게: 외국에서 위험에 직면하더라도 포기하지 마라! 당신의 뒤에 든든한 조국이 있다는 것을 기억하라!"(중국어: 中华人民共和国公民：当你在海外遭遇危险，不要放弃！请记住，在你身后，有一个强大的祖国)라는 자막이 등장한다.

## 지지자와 실무자
시진핑 주석 이외에도 중화인민공화국 외교부 대변인을 역임한 화춘잉·겅솽·자오리젠, 주영국 중국 대사를 역임한 류샤오밍 등도 유명한 전랑 외교 지지자로 묘사되어 왔다. 특히 프랑스의 라디오 프랑스 앵테르나쇼날은 자오리젠 중국 외교부 대변인이 전랑 외교의 전형이라고 보도했다. 자오리젠 중국 외교부 대변인은 2020년 3월에 미국 군인들이 중국 우한에서 코로나19 바이러스를 퍼뜨렸다는 음모론을 주장했는데 이에 반발한 도널드 트럼프 미국 대통령이 코로나19 바이러스를 '중국 바이러스'라고 불렀다. 2020년 11월 18일에는 파이브 아이즈 소속 국가인 영국, 미국, 캐나다, 오스트레일리아, 뉴질랜드의 외무장관들이 중국 전국인민대표대회가 야당 소속 홍콩 입법회 의원 4명에 대한 자격을 박탈하도록 승인한 결정을 철회하라는 공동 성명을 발표했다. 이에 자오리젠 중국 외교부 대변인은 "어느 나라도 중국의 주권, 안보, 발전 이익을 파괴하면 그들의 눈이 5개이든 10개이든 멀게 되는 결과를 맞게 될 것이다."라고 경고했다.
2020년 말에는 자오리젠 중국 외교부 대변인이 자신의 트위터 계정에 오스트레일리아의 군인이 칼을 들이대고 아프가니스탄의 어린이를 살해하는 합성 사진을 게재하면서 오스트레일리아 군대가 아프가니스탄에서 전쟁 범죄를 자행한 사실을 거론했는데 이 사진은 "전랑 예술가"를 자처하는 우허치린(烏合麒麟)이 자신의 웨이보에 게재한 풍자 만평이었다. 외신들은 이 사건이 코로나19 범유행을 계기로 촉발된 오스트레일리아와 중국 간의 분쟁을 확대시켰다고 지적했다. 로이터의 보도에 따르면 오스트레일리아의 스콧 모리슨 총리는 자오리젠의 트윗에 대해 "중국 정부는 도발적인 거짓 게시물을 게재한 사실을 부끄러워해야 한다."고 지적했는데 중국 외교부는 오스트레일리아 정부의 사과 요구를 거부했다. 이 사건은 오스트레일리아와 중국 간의 외교 관계에 큰 피해를 입혔다. 자오리젠의 트윗 효과는 오스트레일리아의 정치인들이 정파를 초월하여 중국에 대한 일반적인 비난을 쏟아내는 계기가 되었다. 또한 중국에서도 높은 지지를 받으면서 우허치린의 웨이보 계정을 팔로우한 이용자가 1,240,000명으로 급증하는 효과를 일으켰다.

## 반응
전랑 외교는 중국에서 종종 강력한 반응을 얻었고 어떤 경우에는 중국과 특정 외교관, 특정 국가에 대한 반발을 불러일으켰다. 특히 일부 국가에서는 중국의 공격적인 외교 전술을 지적하기도 했다.
샤오메이친(蕭美琴) 주미국 타이베이 대표는 자신을 '고양이 전사'라고 묘사하면서 스스로 이 용어를 사용하기 시작했다. 타이완의 외교관들도 자신들의 유연성과 민첩성을 통해 고양이 전사라는 특징을 부각시켰다. "고양이 전사 외교"(戰猫外交, 전묘 외교)는 타이완의 선진 경제, 민주주의, 인권 존중의 소프트 파워 측면과 중국의 공격성을 이용해 두 정치 체제 간의 차이를 부각시키는 데에 초점을 맞춘 것으로 보여진다.

## 같이 보기
- 밀크티 동맹